# Kreis Slesvig-Flensborg
Slesvig-Flensborg (tysk Schleswig-Flensburg) er en tysk administrativ enhed, Kreis, i delstaten Slesvig-Holsten, nærmere bestemt i det østlige Sydslesvig. Kreis Slesvig-Flensborg ligger nord for Slien i området omkring byerne Flensborg (ikke en del af den administrative enhed) og Slesvig. Større byer er Slesvig, Harreslev, Lyksborg og Kappel. I Slesvig-Flensborg ligger vikingetidens Hedeby og Dannevirke.

## Byer, amter og kommuner
Kreisen havde 200025  indbyggere pr.  2018-12-31

| Amtsfrie byer | Amtsfrie byer |
| --- | ------------- |
| - 1. Lyksborg (Glücksburg), købstad (6124) - 2. Harreslev (Harrislee) (11531) - 3. Kappel (Kappeln), købstad (8619) - 4. Hanved (Handewitt) (11040) - 5. Slesvig, (Schleswig) købstad (25276) |               |

Amter (Kommunale forvaltningssamarbejder) med tilhørende kommuner (* = forvaltningsby)
| - 1. Amt Arensharde (14337) 1. Bollingsted (Bollingstedt) (1416) 2. Ellingsted (Ellingstedt) (771) 3. Hollingsted (Hollingstedt) (991) 4. Husby (Hüsby) (814) 5. Jydbæk (Jübek) (2732) 6. Lyrskov (Lürschau) (1100) 7. Skovby (Schuby) (2693) 8. Sølvested (Silberstedt)* (2253) 9. Treja (Treia) (1567) - 2. Amt Eggebek (8852) 1. Eggebæk (Eggebek)* (2415) 2. Janneby (395) 3. Jerrishøj (Jerrishoe) (953) 4. Jørl (Jörl) (714) 5. Langsted (Langstedt) (1047) 6. Sollerup (487) 7. Sønder Haksted (Süderhackstedt) (343) 8. Vanderup (Wanderup) (2498) - 3. Amt Geltinger Bucht (12114) 1. Åneby (Ahneby) (193) 2. Eskeris (Esgrus) (795) 3. Gelting (1992) 4. Hasselbjerg (Hasselberg) (826) 5. Kronsgaard (237) 6. Masholm (Maasholm) (583) 7. Nyby (Nieby) (131) 8. Nisvrå (Niesgrau) (537) 9. Pommerby (159) 10. Rabøl (Rabel) (628) 11. Ravnholt (Rabenholz) (280) 12. Stangled (Stangheck) (204) 13. Stenbjerg (Steinberg) (810) 14. Stenbjergkirke (Steinbergkirche)* (2703) 15. Sterup (1344) 16. Stoltebøl (Stoltebüll) (692) - 4. Amt Haddeby (8887) 1. Borgvedel (Borgwedel) (659) 2. Bustrup (Busdorf)* (2086) 3. Dannevirke (Dannewerk) (1141) 4. Fartorp (Fahrdorf) (2546) 5. Geltorp (Geltorf) (359) 6. Jagel (962) 7. Lottorp (Lottorf) (260) 8. Selk (874) | - 5. Amt Hürup (8641) 1. Oksager (Ausacker) (533) 2. Freienwill (1611) 3. Store Solt (Großsolt) (1793) 4. Hyrup (Hürup)* (1240) 5. Husby (2353) Masbøl (Maasbüll) Nedlagt 1.3.2023 Del af Hyrup (694) Tostrup (Tastrup) (indtil 1979 Adelby) Nedlagt 1.3.2023 Del af Hyrup (417) - 6. Amt Kappeln-Land (1446) [Sitz: Kappeln] 1. Arnæs (Arnis), Stadt (284) 2. Grødersby (Grödersby) (218) 3. Ørsbjerg (Oersberg) (312) 4. Ravnkær-Fovlløk (Rabenkirchen-Faulück) (632) - 7. Amt Kropp-Stapelholm (16824) 1. Gammel Bennebæk (Alt Bennebek) (332) 2. Bergenhusen (706) 3. Børm (Börm) (766) 4. Dørpsted (Dörpstedt) (556) 5. Ervde (Erfde) (1904) 6. Store Rejde (Groß Rheide) (866) 7. Lille Bennebæk (Klein Bennebek) (550) 8. Lille Rejde (Klein Rheide) (331) 9. Krop (Kropp)* (6612) 10. Meggertorp (Meggerdorf) (671) 11. Stabel (Stapel) (Ugyldig Metadata-Nøgle ) 12. Tetenhuse (Tetenhusen) (945) 13. Tiele (Tielen) (282) 14. Volde (496) - 8. Amt Langballig (8265) 1. Dollerup (1000) 2. Grumtoft (Grundhof) (894) 3. Langballe (Langballig)* (1523) 4. Munkbrarup (1149) 5. Ringsbjerg (Ringsberg) (548) 6. Ves (Wees) (2420) 7. Vesterskov (Westerholz) (731) - 9. Amt Mittelangeln (10034) 1. Midtangel (Mittelangeln)* (5167) 2. Snarup-Tumby (Schnarup-Thumby) (549) 3. Sørup (Sörup) (4318) - 10. Amt Oeversee (10693) 1. Oversø (Oeversee) (3409) 2. Siversted (Sieverstedt) (1633) 3. Tarp* (5651) | - 11. Amt Schafflund (12684) 1. Bøgslund (Böxlund) (97) 2. Store Vi (Großenwiehe) (3021) 3. Holt (166) 4. Hørup (Hörup) (622) 5. Jardelund (313) 6. Lindved (Lindewitt) (1979) 7. Medelby (954) 8. Meden (Meyn) (749) 9. Nørre Haksted (Nordhackstedt) (463) 10. Østerby (Osterby) (312) 11. Skovlund (Schafflund)* (2647) 12. Valsbøl (Wallsbüll) (919) 13. Vesby (Weesby) (442) - 12. Amt Südangeln (13338) 1. Bøglund (Böklund)* (1651) 2. Brodersby (Ugyldig Metadata-Nøgle 01059016) 3. Goltoft (Ugyldig Metadata-Nøgle 01059033) 4. Havetoft (892) 5. Isted (Idstedt) (893) 6. Klapholt (Klappholz) (456) 7. Ny Bjernt (Neuberend) (1143) 8. Nybøl (Nübel) (1322) 9. Skålby (Schaalby) (1555) 10. Stolk (785) 11. Strukstrup (Struxdorf) (636) 12. Sønder Farensted (Süderfahrenstedt) (459) 13. Torsted (Taarstedt) (898) 14. Tolk (1018) 15. Tved (Twedt) (517) 16. Ølsby (Uelsby) (428) - 13. Amt Süderbrarup (11320) 1. Bøl (Böel) (701) 2. Borne (Boren) (1153) 3. Bredbøl (Brebel) (Ugyldig Metadata-Nøgle 01059014) 4. Dollerødmark (Dollrottfeld) (Ugyldig Metadata-Nøgle 01059021) 5. Løjt (Loit) (256) 6. Mårkær (Mohrkirch) (967) 7. Nørre Brarup (Norderbrarup) (633) 8. Notfeld (Nottfeld) (119) 9. Rygge (Rügge) (242) 10. Savstrup (Saustrup) (192) 11. Skæggerød (Scheggerott) (373) 12. Stenfelt (Steinfeld) (804) 13. Sønder Brarup (Süderbrarup)* (5000) 14. Ulsnæs (Ulsnis) (658) 15. Vogsrød (Wagersrott) (222) |

## Venskabsregioner
Kreis Slesvig-Flensborg har tre venskabsregioner:
- Powiat Piski , Polen, siden 1954/2000
- Borough of South Ribble, England/Storbritannien, siden 1980
- Landkreis Mecklenburgische Seenplatte, Tyskland, siden 2011, med tidligere Landkreis Müritz siden 1990